# Xylophanes ortospana
Xylophanes ortospana är en fjärilsart som beskrevs av Druce 1889. Xylophanes ortospana ingår i släktet Xylophanes och familjen svärmare. Inga underarter finns listade i Catalogue of Life.